# Hugues Ier de Châtillon-Saint-Pol
Pour les articles homonymes, voir Hugues V et Hugues Ier.
Hugues Ier de Châtillon ou Hugues V de Saint-Pol, dit le Bon et Vaillant Chevalier (né vers 1198 et mort le 9 avril 1248 à Avignon), est un noble français, comte de Saint-Pol (en tant qu'Hugues V) et comte consort de Blois, fils de Gaucher III de Châtillon et d'Elisabeth Candavène, comtesse de Saint-Pol.

## Biographie
En mars 1222, Hugues Ier de Châtillon est présent lorsque Thibaut IV prête fidélité à Philippe Auguste, mais son frère et lui se brouillent avec Thibaut IV.
En 1223, il exerce en viager la charge de bouteiller de Champagne pour succéder à son père, Gaucher, et reçoit Crécy-en-Brie ainsi que ses dépendances.
En mai 1224, il est à Sézanne, avec quelques barons de Champagne, où réconcilié une première fois, d'avec Thibaut, ils donnent leur accord pour le droit d’aînesse de celui-ci. Un an plus tard, il assiste à l'hommage de Robert III de Dreux fait à Thibaut.
En 1227, il est de nouveau en froid avec Thibaut, mais sans gravité car ils s'occupent tous deux du mariage de la nièce de Hugues, Yolande, avec Archambaud IX de Bourbon. À la même époque, il prend le contrôle du comté de Saint-Pol, alors que sa mère Élisabeth Candavène dont il le tient est toujours vivante.
Alors vassal et grand officier de Thibaut IV comte de Champagne, ils se brouillent encore lors de la révolte contre le prince champenois, Louis IX. Hugues se met au service de ce jeune roi et l'accompagne lors de sa marche contre Pierre de Dreux, dit Mauclerc.
En décembre 1230, ils semblent définitivement réconciliés.
En 1235, 41 seigneurs de France dont Hugues comte de Saint-Pol, Baudouin III de Guînes, comte de Guînes et Walter d'Avesnes se plaignent au pape Grégoire IX des usurpations des prélats sur l'autorité royale et sur leurs immunités.
Il démolit en partie l'église collégiale de Saint-Sauveur pour bâtir un château au même endroit ; aussi le pape écrivit-il au prévôt de Saint-Omer, le 13 juin 1245, pour qu'il demande au comte une compensation, un terrain pour la construction d'une église et des maisons à Saint-Pol.

### Croisé
Il se prépare pour partir avec le roi Saint Louis en croisade pour la Terre sainte avec un corps d'armée, il avait fait construire un navire à Inverness grâce à la faveur d'Innocent IV envers les croisés, mais meurt le 9 avril 1248, d'un coup de pierre reçu à Avignon lors de leur passage. Son corps fut inhumé dans l'abbaye du Pont-aux-Dames — qu'il avait créée en 1226 et dotée —, avec sa seconde épouse, Marie d'Avesnes.

## Famille et descendance
Il est le second fils de Gaucher III de Châtillon et d'Élisabeth Candavène (vers 1180-1240/1247).
Il se marie avec Agnès, fille de Thiébaut Ier, comte de Bar, et d'Ermesinde de Bar-sur-Seine.
En 1225, il épouse en secondes noces Marie d'Avesnes (morte en 1241), comtesse de Blois, dame d'Avesnes, de Bohain (1236) et de Guise (fille unique et héritière de Gautier d'Avesnes). De leur union naquirent :
- Jean de Châtillon (mort en 1279), comte de Chartres et de Blois, seigneur d'Avesnes, de Leuse, de Guise, de Bohain (1268[3]), marié en 1254[3] à Alix de Bretagne ;
- Guy III (mort le 12 mars 1289), comte de Saint-Pol, seigneur d'Encre, de Bohain (1248), marié à Mahaut de Brohan[3] ;
- Gaucher IV (mort en 1261), seigneur de Châtillon, de Crécy-en-Brie, de Crèvecœur, de Troissy, marié à Isabeau de Villehardouin de Lézinnes, dont l'un des enfants, Gaucher V de Châtillon, est à l'origine de la branche des comtes de Porcien ;
- Hugues (mort en 1255).

Veuf, il se remarie avec Mahaut de Guînes, fille d'Arnould II (vers 1170-1220), comte de Guînes, et de Béatrix de Bourbourg. Il meurt le 9 avril 1248 et il est inhumé dans le chœur de l'abbaye du Pont-aux-Dames à Couilly, à côté de sa seconde épouse, la comtesse de Blois. Un magnifique monument en marbre avec sa statue le représentant couché, en cotte de mailles, la main gauche appuyé sur son bouclier